# ハッサン・アブドゥ
ハッサン・アブドゥ（Hassan Abdou、1973年2月10日 - ）はコモロの男子アスリートであり、1996年アトランタオリンピックに男子400mで出場した。 

## 参照資料
1. ↑  Sports-Reference Profile